# Lungoneva Tenente Schmidt
Il lungoneva Tenente Schmidt (in russo набережная Лейтенанта Шмидта?, náberežnaja Lejtenanta Šmidta) è una strada che corre sul lungofiume della Grande Neva nel lato sud-orientale dell'isola di San Basilio, nel centro di San Pietroburgo.
Precedentemente noto come lungofiume della Grande Neva (набережная Большой Невы, náberežnaja Bol'šój Nevý) e di lungoneva Nicola I (Николаевская набережная, Nikoláevskaja náberežnaja), la strada deve il nome attuale (adottato dai sovietici nel 1918), al tenente di vascello Schmidt, ufficiale della Marina imperiale russa, ammutinatosi durante rivolta della flotta a Sebastopoli nel 1905, tra i capi della sedizione, per tale motivo processato, condannato a morte per fucilazione e quindi giustiziato nel 1906.

## Galleria d'immagini

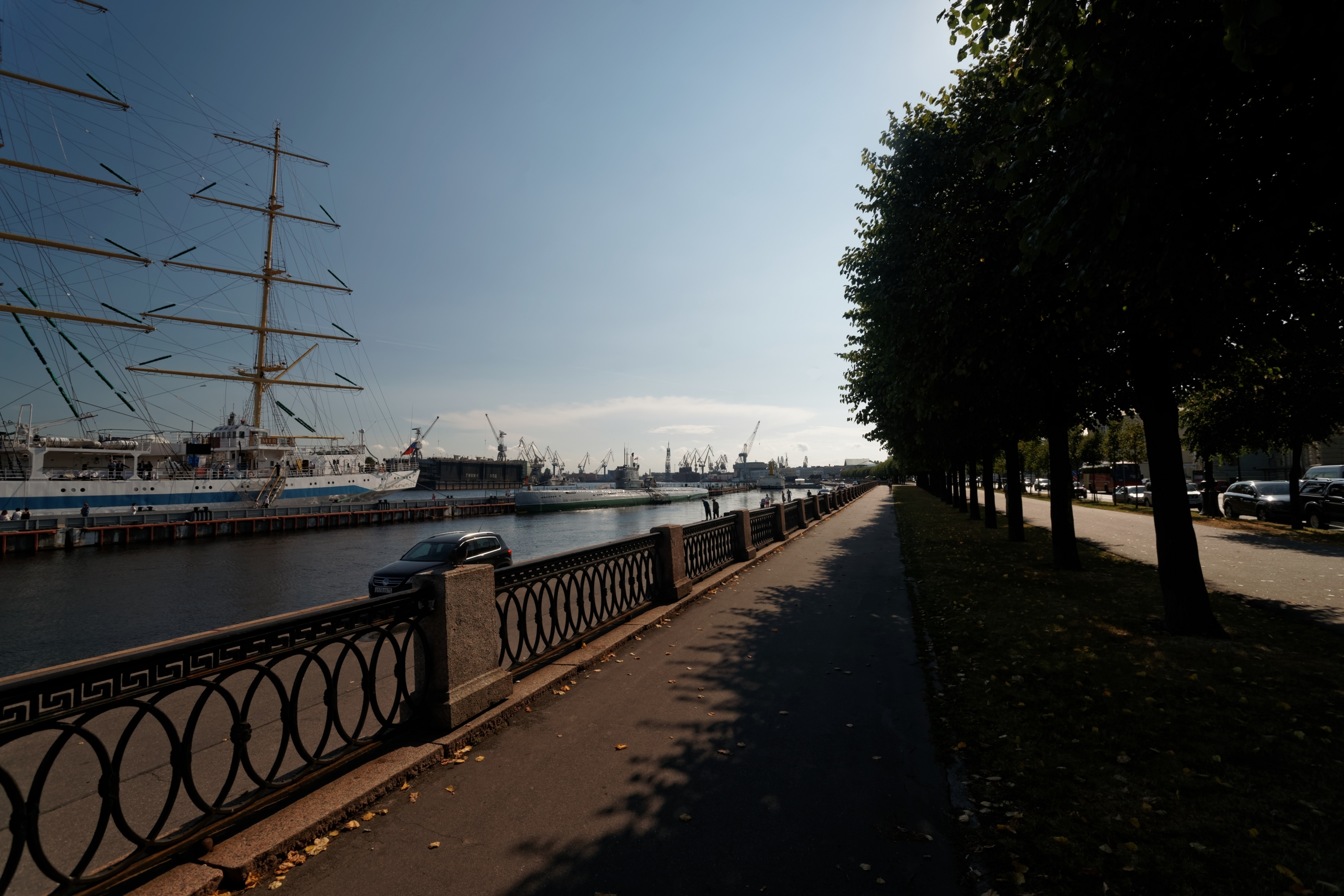
Il lungoneva Tenente Schmidt
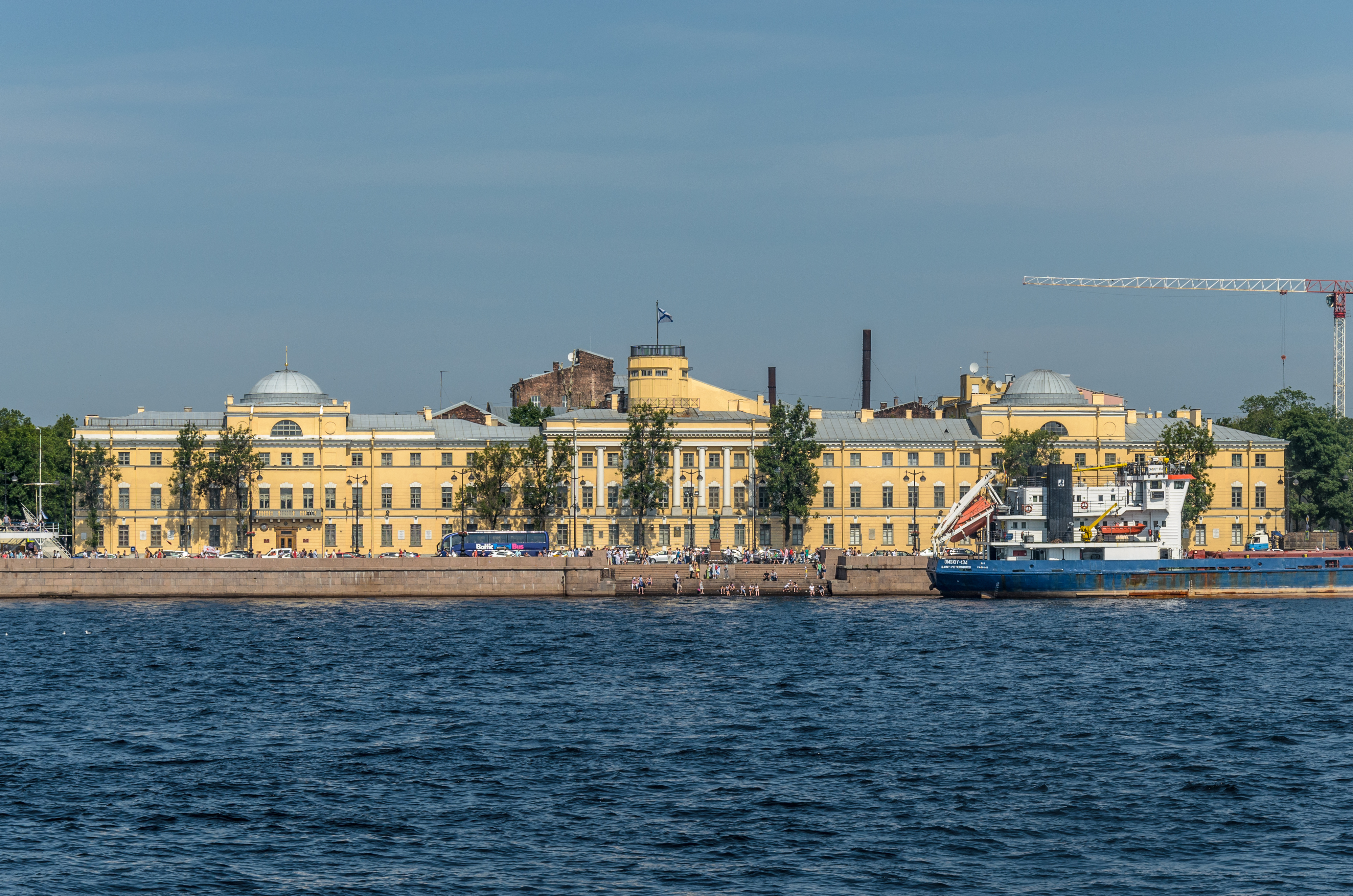
Istituto navale militare
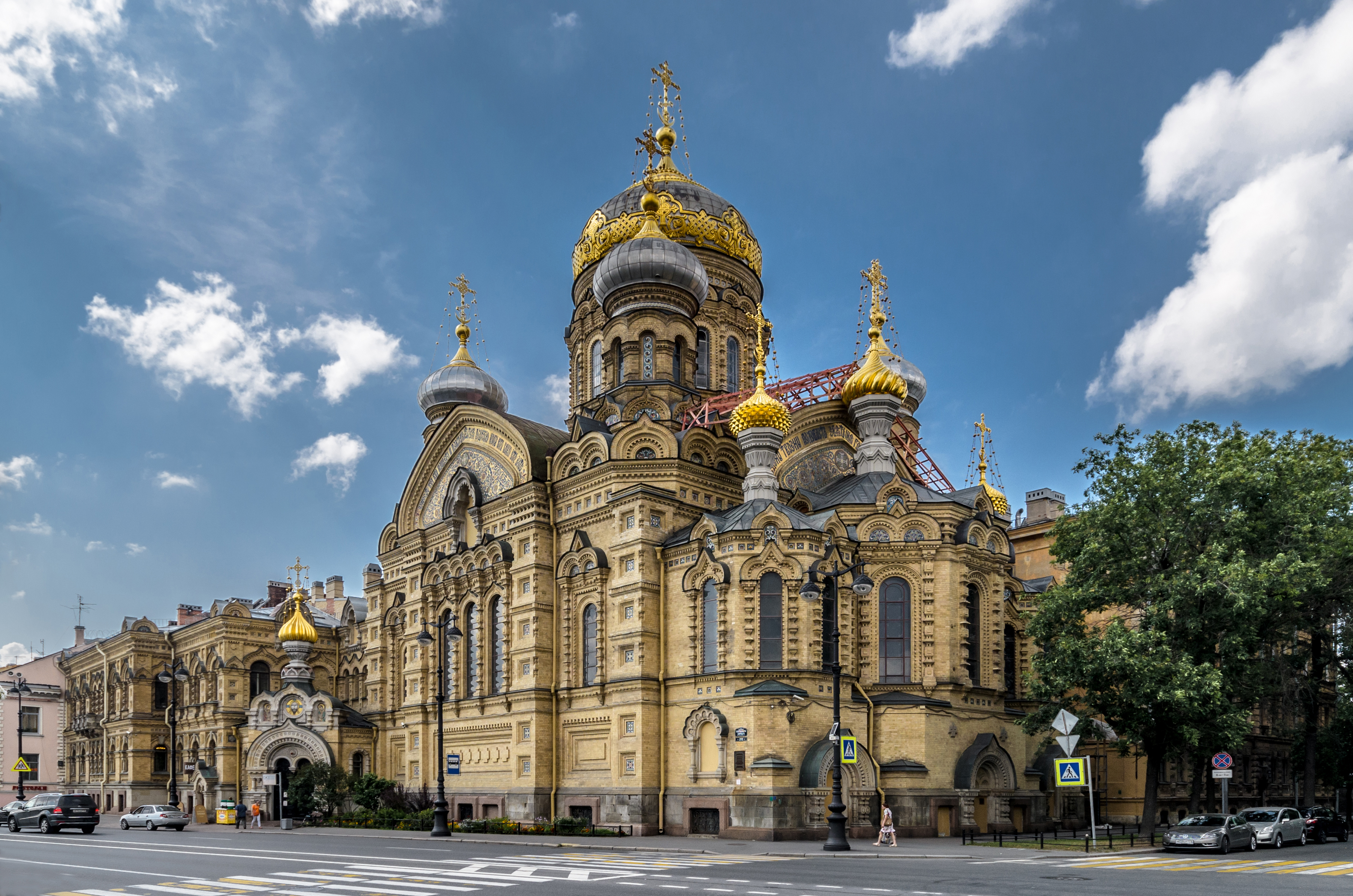
Chiesa della Dormizione
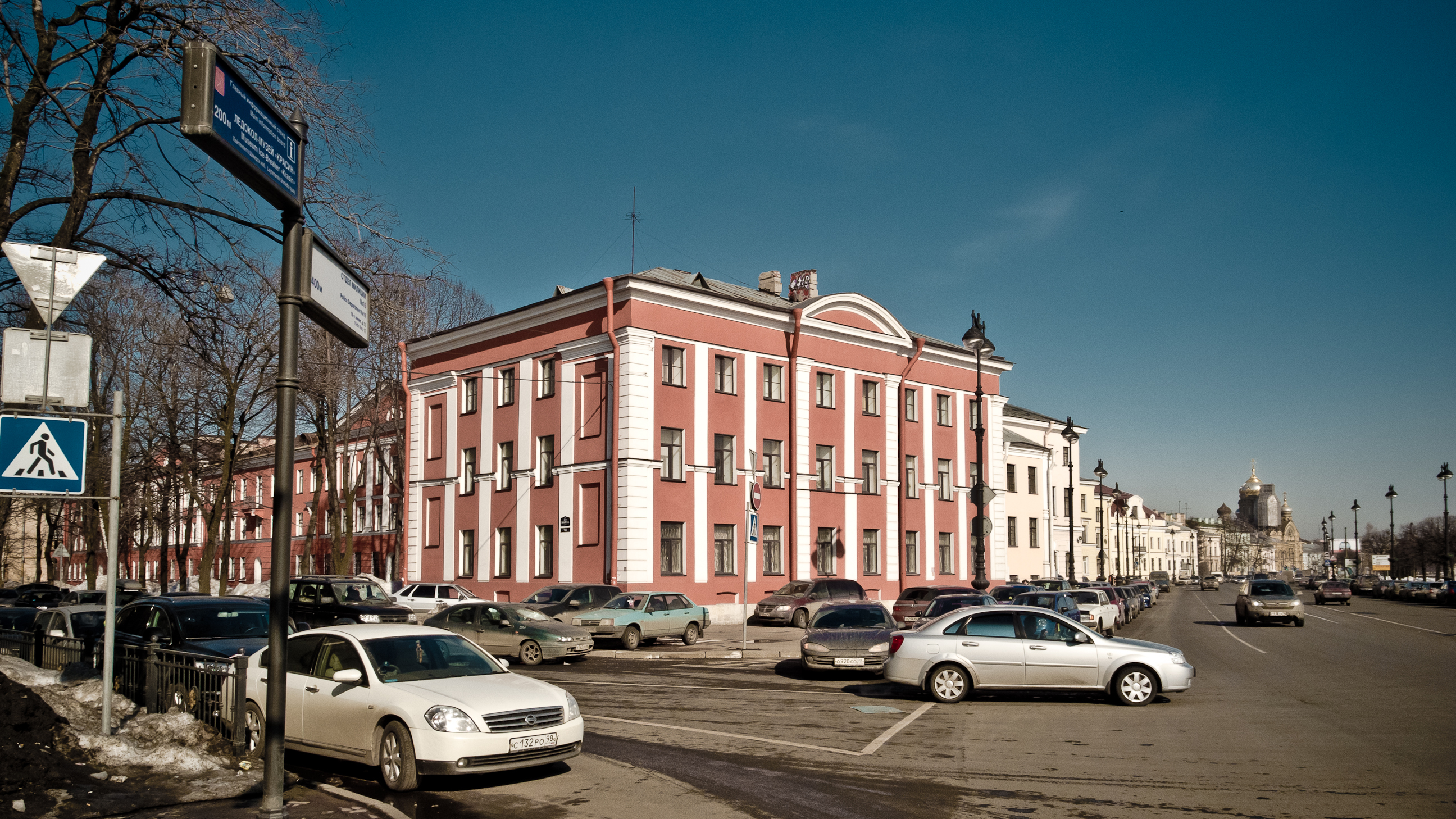
Caserma del reggimmento "Finlandia"
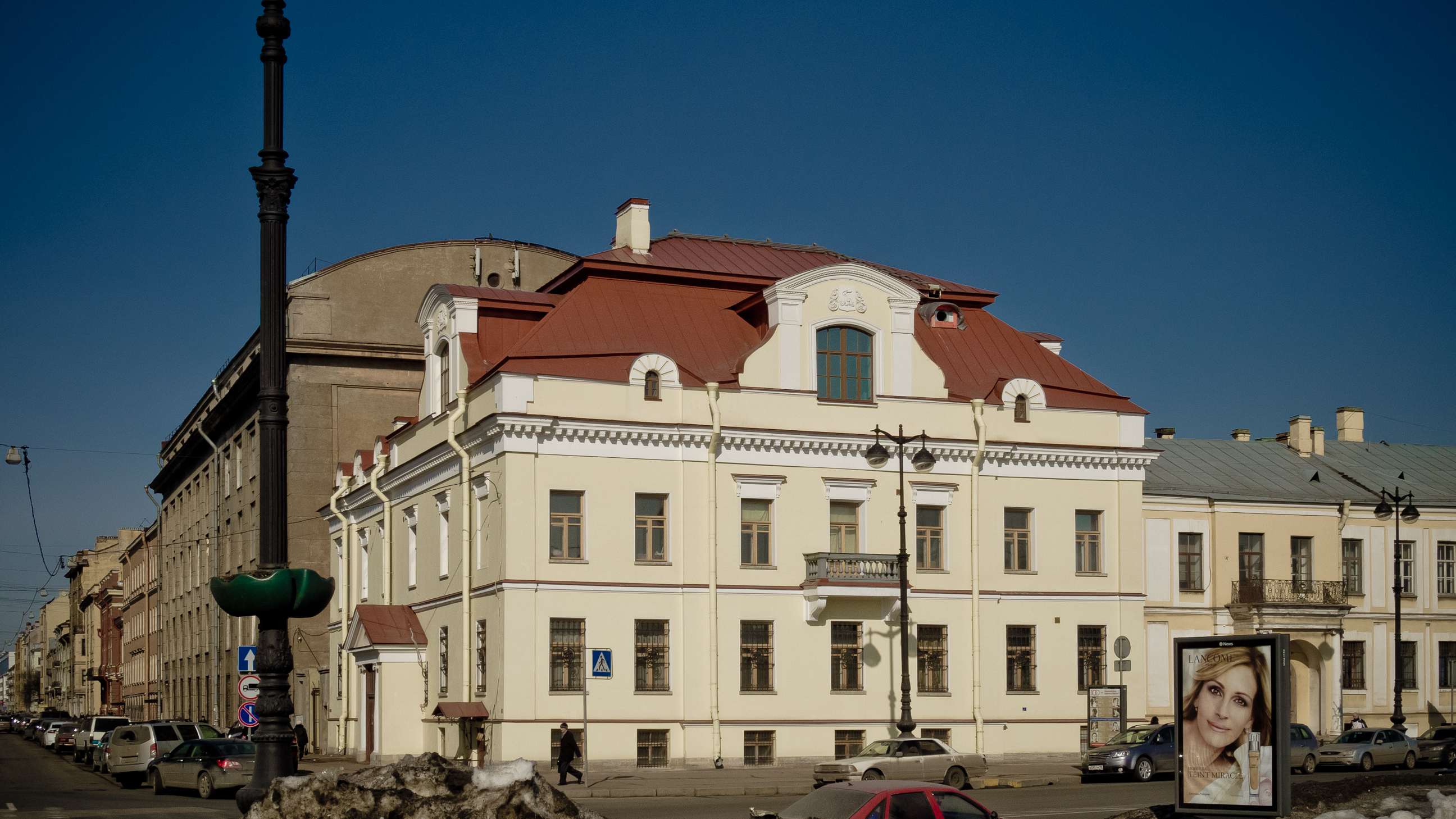
Istituto e museo della famiglia Roerich a San Pietroburgo
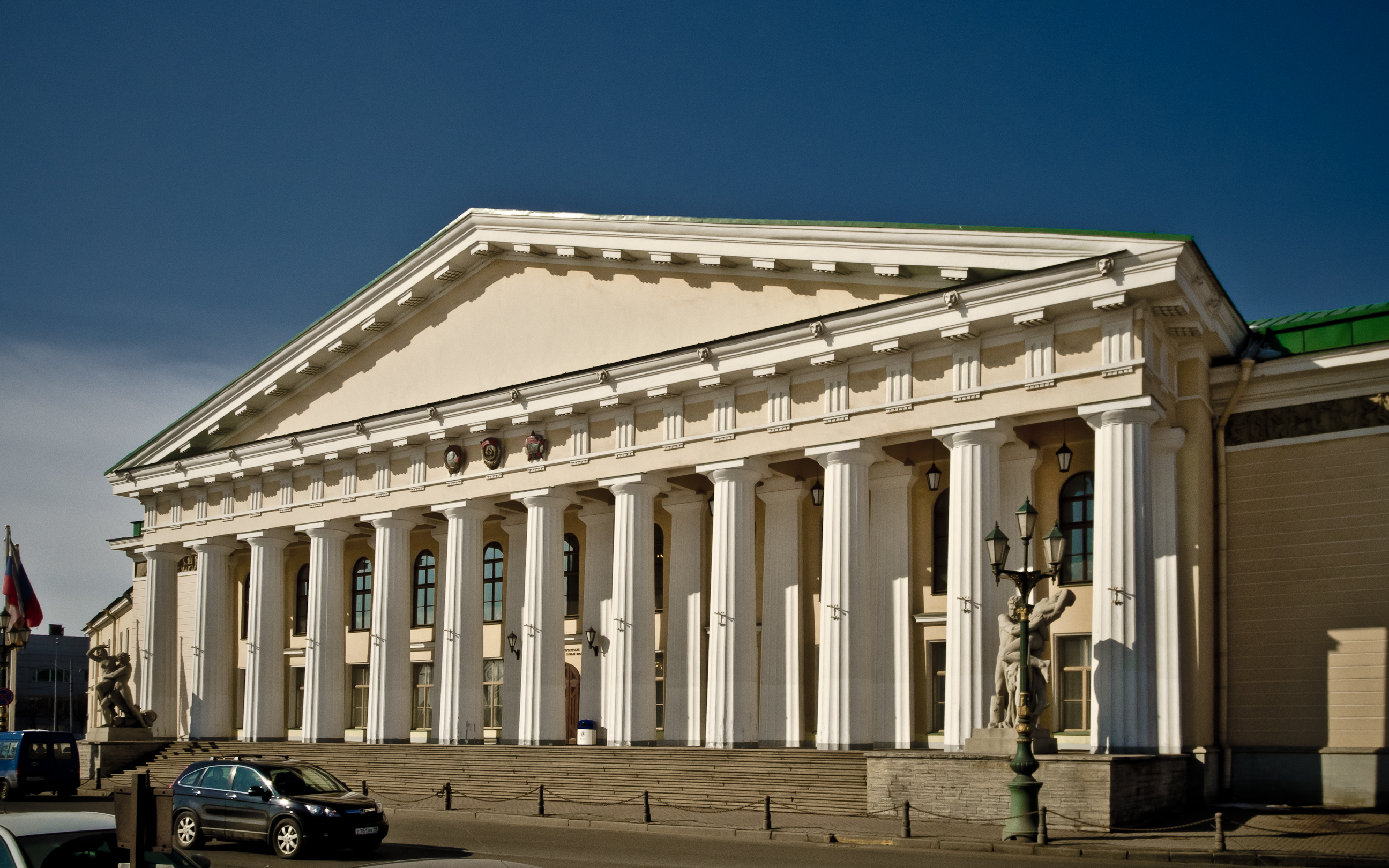
Istituto minerario di San Pietroburgo